# Vira (Ariège)
 Vira  es una población y comuna francesa, en la región de Occitania, departamento de Ariège, en el distrito de Pamiers y cantón de Varilhes.

## Demografía
| 89 | 71 | 97 | 100 | 120 | 130 |
| Para los censos de 1962 a 1999 la población legal corresponde a la población sin duplicidades (Fuente: INSEE [Consultar]) |    |    |     |     |     |